# Gonzalo Marinelli
Gonzalo Marinelli (José C. Paz, 7 febbraio 1989) è un calciatore argentino, portiere dell'Independiente Rivadavia.

## Carriera
È cresciuto nel settore giovanile del River Plate.
Ha esordito fra i professionisti il 13 aprile 2014 con la maglia dell'Atlético Rafaela in occasione del match di campionato perso 2-0 contro il River Plate.

## Palmarès

### Club

#### Competizioni nazionali
- Primera B Nacional: 2

River Plate: 2011-2012
Tigre: 2021
- Copa de la Superliga: 1

Tigre: 2019